# تشارلي بيكر
تشارلي بيكر (بالإنجليزية: Charlie Baker) (و. 1956 – م) هو رجل أعمال، سياسي من الولايات المتحدة الأمريكية وحاكم ولاية ماساتشوستس الأمريكية منذ يناير 2015.

## التعليم
تعلم في كلية هارفارد، وجامعة هارفارد.